# Stinkskab
Et stinkskab er et stykke laboratorieudstyr – et skab med udsugning, som skal føre giftige dampe væk fra laboratoriemedarbejderen. Skabet er normalt forsynet med indstillelig luge som kan åbnes mere eller mindre afhængig af arbejsprocessen i skabet. Indløbshastigheden i lugeåbningen skal være 0,5 m/s. Installation af stinkskabe og afprøvning er reguleret ved lov. 